# Зеленотелка южная
Зеленотелка южная (лат. Somatochlora meridionalis) — вид разнокрылых стрекоз из семейства бабок.

## Описание

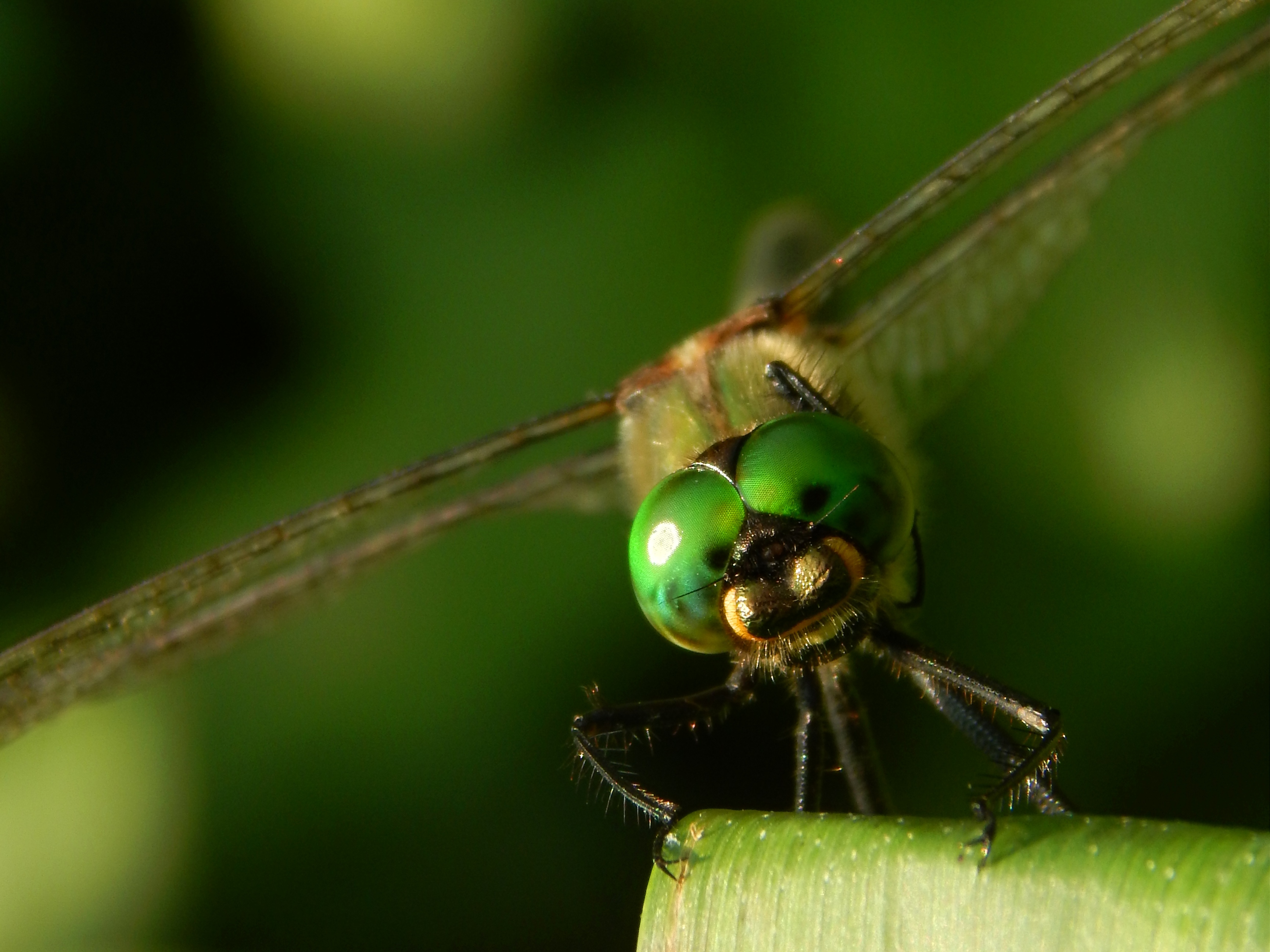
Голова крупным планом

Стрекозы средних размеров с однотонно окрашенным блестящим, металлически-зелёным телом. Бока груди несут на себе хорошо заметное жёлтое пятно (или даже пару пятен) посредине, чуть ниже основания передней пары крыльев. Длина тела до 60 мм, длина брюшка — до 40 мм, длина заднего крыла — до 35 мм.

## Биология
Лет: конец мая — начало октября. Стрекозы предпочитают стоячие или медленно текущие водоёмы, наиболее часто окруженные лесом, с богатой развитой погруженной или плавающей растительностью, но с крутыми открытыми и голыми берегами. Около водоемов иногда имеются индивидуальные охотничьи участки самцов, которые защищаются от других особей. Часто охотятся на опушках леса и полянах, летая около древесной и кустарниковой растительности. Яйца самки откладывают в скопления мёртвых растений в прибрежной зоне у водоёмов. Личинки живут на илистом дне. Их развитие длится 2—3 года.

## Ареал
Вид встречается в центральной, южной и восточной Европе. Он широко распространён в Австрии, Албании, Боснии и Герцеговины, Болгарии, Греции, Италии, Македонии, Румынии, Словакии, Словении, Сербии, Турции, Венгрии, Франции (Корсика), Хорватии, Черногории и Чехии. Локально два места обитания на крайнем юго-западе Украины.